# Lettopalena
Lettopalena (Lètte in abruzzese) è un comune italiano di 308 abitanti della provincia di Chieti in Abruzzo facente parte dell'unione dei comuni montani Maiella orientale-Verde Aventino.

## Storia

### Origini e Medioevo
Il paese di origine medievale che risale all'XI secolo ma forse fu sotto il dominio di Juvanum in epoca romana. Scarsi documenti non consentono di creare una cronologia storica ben definita, tuttavia si può affermare che nel XV secolo fu feudo di Antonio Caldora, indi dei Di Capua, conti di Palena mentre dei XVII secolo fu dei D'Aquino.
L'importanza del paese era dovuta alla presenza di cave di gesso e al riguardo del Monastero di Santa Maria del Popolo in Monteplanizio, che detenne fino al XIII secolo il possesso del feudo. Il borgo vecchio era strutturato da un cardo e un decumano, fiorente lungo la scarpata che precede il fosso del ponte di pietra che lo collegava alla via della Maiella. Le case erano in pietra e calce e il borgo possedeva, come si vede da immagini anteguerra, due porte di accesso.

### La linea Gustav e la distruzione del 1943
Nel novembre 1943 il paese fu raso al suolo dai tedeschi.
Precisamente in ottobre le truppe di Albert Kesselring, adottando la tattica della "terra bruciata", percorrendo in ritirata a Cassino la linea Gustav, si asserragliarono il paese. La casa di Felice De Vitis fu presa come quartier generale, mentre avveniva il rastrellamento della popolazione verso Palena. Il 20 novembre il paese, interamente minato dalle fondamenta, fu fatto saltare in aria e cancellato definitivamente. Rimase in piedi solo la chiesa di San Nicola, con il soffitto sfondato, mentre buona parte del monastero di Santa Maria di Monteplanizio era andato distrutto. Anche il ponte di accesso fu fatto saltare volutamente. Nei giorni successivi alcuni abitanti tentarono nuovamente l'accesso al paese, ma furono catturati dai tedeschi, e spediti con tutto il resto della popolazione al campo di prigionia di Rocca Pia, ad oltre 30 km di distanza, in mezzo alla neve della montagna. Durante la marcia morirono donne e bambini, e solo dopo il 1945 Lettopalena fu nuovamente accessibile.

### Ricostruzione del dopoguerra
La ricostruzione totale del nuovo paese ci fu sopra il Monteplanizio, ossia un grande colle nel fosso del fiume Aventino, intorno all'abbazia, divenuta coi restauri una semplice chiesa per il cimitero. La nuova chiesa di San Nicola fu costruita negli anni '50 sopra la parte più alta del monte, in stile moderno, mentre il rudere della chiesa storica fu quasi tutto smembrato per la sistemazione dei casali storici fuori dal nuovo nucleo. Nel 1992 Lettopalena è stata inclusa nei comuni del Parco nazionale della Maiella.

## Monumenti e luoghi d'interesse
Solo parte della periferia storica del paese, ossia il rione Monteplanizio con l'abbazia omonima, oggi resta in piedi. A causa della distruzione nazista casa per casa, pochi ruderi delle abitazioni antiche sono sparsi nella parte bassa del paese, presso il ponte di pietra che guada il fiume Aventino. Sulla parte occidentale della strada si trovano i ruderi dell'antica parrocchia di San Nicola. Fotografie storiche prebelliche dimostrano come l'antica LECTO fosse un borgo fortificato a nido d'aquila, con il Palazzo castello in posizione dominante, e le case attorno, e parte della cinta muraria rivolta a nord-ovest. La chiesa si trovava verso la periferia orientale.

### Chiesa di Santa Maria in monte Planizio
È sita in Largo Aventino, venendo da via Monteplanizio. La costruzione viene fatta risalire al XVI secolo, anche se si sa che un primitivo cenobio doveva esistere già intorno al X secolo. L'abbazia divenne molto potente avendo i feudi della Terra di Lecto, cioè Lettopalena, Palena, Torricella, Taranta, Lama, e aveva il controllo sui monasteri della zona di Santa Maria a Palazzo nel sito di Iuvanum, Santa Maria di Liscia e Santa Maria della Portella. Durante la guerra tra papato e Federico Barbarossa, l'abbazia fu saccheggiata e iniziò la sua decadenza, sino a divenire una semplice chiesa di campagna.
Fortunosamente venne risparmiata dalle distruzioni naziste, durante la seconda guerra mondiale.
La facciata è rappresentata da una parte centrale più alta, la quale corrisponde alla navata, terminante con un tetto a spiovente ed un campanile a vela e da due parti laterali più basse che corrispondono alle navate laterali hanno delle tettoie a saliente. L'unico portale d'accesso ha una cornice in pietra ed un architrave su mensole. Il viale d'accesso consta di resti e capitelli che forse provengono dalla chiesa di San Nicola. Presso la chiesa vi sono dei resti di un palazzo recente in cemento armato.

### Ex chiesa di San Nicola di Bari
È sita nel borgo antico, lungo la strada del ponte vecchio. La chiesa originaria è del XII secolo ma fu ricostruita alla fine del XIX secolo, susseguentemente il terremoto del 1933 fu restaurata dal Genio Civile. Fu distrutta nella seconda guerra mondiale. La chiesa rimarrà abbandonata così come il resto del paese che verrà ricostruito nella pianura di Monteplanizio. A tutt'oggi ne rimangono dei ruderi su cui sta rigogliosamente crescendo della flora. Era a tre navate.

### Monumenti moderni
- Parrocchia di San Nicola di Bari: è la principale chiesa della nuova Lettopalena, situata in posizione dominante, in piazza Risorgimento. La chiesa fu eretta negli anni '50, è a pianta ellittica, con soffitto a capanna, divisa orizzontalmente da un corpo principale con portico e archi rampanti in cemento, laterali, il secondo corpo superiore è più piccolo, presso la facciata ha un oculo, la copertura è a falde. Presso l'ingresso si trovano due campane poste ai lati, l'interno è a tre navate, divise da due colonnati, presso l'altare maggiore vi è la statua del santo destinatario della chiesa.
- Piazza Risorgimento e Monumento ai caduti: principale piazza, dove si trova la parrocchia, è forma quadrata irregolare. Vi si trova sul lato il monumento, caratterizzato da una sfera di rame e una lapide.
- Monumento alla strage di Lettopalena: in memoria dei civili lettopalenesi uccisi dai nazisti, durante la traversata dell'inverno 1943 della Maiella verso Campo di Giove, si trova davanti al Municipio. Realizzato in pietra calcarea della Maiella, rappresenta allegoricamente una donna di profilo con un mazzo di rose, e sotto i due monumenti simbolo della vecchia Lettopalena, l'abbazia di Monteplanuzio e la chiesa di San Nicola.

## Società

### Evoluzione demografica
Abitanti censiti

## Cultura

### Manifestazioni ed eventi[11]
- 1ª domenica di agosto: festa patronale (San Vincenzo Ferreri e Madonna dell'Assunta)
- agosto: Festival dell'Aventino

## Amministrazione
| Periodo          | Periodo        | Primo cittadino      | Partito | Carica  | Note          |
| ---------------- | -------------- | -------------------- | --- | ------- | ------------- |
| 21 novembre 1993 | 26 maggio 2002 | Fabio De Vitis       | lista civica di centro (1993-1997) lista civica (1997-2001)                                                                                      | Sindaco | [ 12 ] [ 13 ] |
| 27 maggio 2002   | 27 maggio 2007 | Carlo Ezio Cavicchia | lista civica | Sindaco | [ 14 ]        |
| 28 maggio 2007   | 6 maggio 2012  | Cinzia Di Iorio      | lista civica | Sindaco | [ 15 ]        |
| 7 maggio 2012    | in carica      | Carolina De Vitis    | lista civica Valida alternativa (2012-2017) lista civica La strada giusta per Lettopalena (2017-2022) lista civica Lettopalena futura (dal 2022) | Sindaco | [ 1 ]         |